# Тузиње
Тузиње је насеље у Србији у општини Сјеница у Златиборском округу, 30 км југоисточно од града Сјенице. Према попису из 2022. било је 114 становника

## Географски положај
То је сточарско сеоско насеље смештено на надморској висини од 1170-1280 метара. Простире се на изворним странама Рашљанске реке, између Озепца (1363 м) и Гаљиног брда (1208 м), с обе стране макадамског пута Дуга Пољана - Карајукића Бунари.
У јужном делу атара, на Пештерском пољу, на 1.157 м.н.в., налази се мало природно језеро, које представља остатак неогеног језера из прадавног геолошког периода, којим је Пештерско поље и које је временом отекло.

## Пољопривреда
Велика надморска висина и оштра клима нису погодовали за развој земљорадње, а с обзиром да нема ни богатих шума то експлоатација дрвета није била могућа, али зато пространи пашњаци богати квалитетном травом погодују гајењу свих врста
стоке посебно оваца. Површина атара износи 2.433 хектара. Атар је богат пашњацима, па је отуда овчарство главна пољопривредна грана. Скоро свако домаћинство је раније са стоком излазило на „тузињске станове“ изнад села. Летња сточарска насеља на Пештеру, данас се налазе под заштитом државе. То су куће грађене за боравак породице преко лета, да би се обрадила земља, сачекао и убрао род..
Главни аграрни производи тржишног значаја су сир и пршута

## Инфраструктура
Електричну енергију село је добило 1972. године, а водом се снабдева преко сеоских водовода (каптирани извори).
У селу се налази четвороразредна основна школа и мектеб.

## Културна добра под заштитом државе[4]
- Летњи сточарски „станови“ изнад Тузиња. Од некадашња 42, очувано је 4 плетених прућем и покривених сламом, са оплетеним торовима.
- „Хаџића чардак“ - стамбени објекат изграђен 1921. године, коришћен као молитвено место. Састоји се од каменог подрума, спрата од баскија, са махрабом на предњој фасади
- „Кујов крш“ - остаци цркве и некрополе
- „Ханиште“- остаци хана
- „Латинско гробље“
- „Градина“ - остаци тврђаве

## Демографија
У селу Тузиње сада живи 154 пунолетна становника, а просечна старост становништва износи 32,6 година (33,4 код мушкараца и 31,7 код жена). У насељу има 34 домаћинства, а просечан број чланова по домаћинству је 6,00.
Према попису из 2002. било је 204 становника (према попису из 1991. било је 299 становника). Великим делом насељено је Бошњацима. У последња три пописа, примећен је пад у броју становника.
|  |

| Демографија | Демографија | Демографија |
| Година      | Становника  | Становника  |
| ----------- | ----------- | ----------- |
| 1948.       | 608         |             |
| 1953.       | 686         |             |
| 1961.       | 724         |             |
| 1971.       | 545         |             |
| 1981.       | 530         |             |
| 1991.       | 299         | 299         |
| 2002.       | 204         | 243         |

| Етнички састав према попису из 2002.‍ | Етнички састав према попису из 2002.‍ | Етнички састав према попису из 2002.‍ | Етнички састав према попису из 2002.‍ | Етнички састав према попису из 2002.‍ |
| ------------------------------------ | ------------------------------------ | ------------------------------------ | ------------------------------------ | ------------------------------------ |
|                                      |                                      |                                      |                                      |                                      |
| Бошњаци                              | Бошњаци                              |                                      | 199                                  | 97,54%                               |
| Срби                                 | Срби                                 |                                      | 5                                    | 2,45%                                |
| непознато                            | непознато                            |                                      | 0                                    | 0,0%                                 |

| Година пописа     | 1948. | 1953. | 1961. | 1971. | 1981. | 1991. | 2002. |
| ----------------- | ----- | ----- | ----- | ----- | ----- | ----- | ----- |
| Број домаћинстава | 81    | 94    | 101   | 95    | 88    | 56    | 34    |

| Број чланова      | 1 | 2 | 3 | 4 | 5 | 6 | 7 | 8 | 9 | 10 и више | Просек |
| ----------------- | - | - | - | - | - | - | - | - | - | --------- | ------ |
| Број домаћинстава | 0 | 5 | 3 | 5 | 5 | 4 | 3 | 4 | 2 | 3         | 6,00   |

| Пол    | Укупно | Неожењен/Неудата | Ожењен/Удата | Удовац/Удовица | Разведен/Разведена | Непознато |
| ------ | ------ | ---------------- | ------------ | -------------- | ------------------ | --------- |
| Мушки  | 76     | 33               | 41           | 1              | 0                  | 1         |
| Женски | 89     | 36               | 44           | 6              | 1                  | 2         |
| УКУПНО | 165    | 69               | 85           | 7              | 1                  | 3         |

| Пол    | Укупно                    | Пољопривреда, лов и шумарство | Рибарство                            | Вађење руде и камена | Прерађивачка индустрија       |
| ------ | ------------------------- | ----------------------------- | ------------------------------------ | -------------------- | ----------------------------- |
| Мушки  | 48                        | 40                            | 0                                    | 2                    | 1                             |
| Женски | 35                        | 27                            | 0                                    | 0                    | 2                             |
| УКУПНО | 83                        | 67                            | 0                                    | 2                    | 3                             |
| Пол    | Производња и снабдевање   | Грађевинарство                | Трговина                             | Хотели и ресторани   | Саобраћај, складиштење и везе |
| Мушки  | 0                         | 0                             | 0                                    | 0                    | 0                             |
| Женски | 0                         | 0                             | 1                                    | 0                    | 0                             |
| УКУПНО | 0                         | 0                             | 1                                    | 0                    | 0                             |
| Пол    | Финансијско посредовање   | Некретнине                    | Државна управа и одбрана             | Образовање           | Здравствени и социјални рад   |
| Мушки  | 0                         | 0                             | 0                                    | 2                    | 0                             |
| Женски | 0                         | 0                             | 0                                    | 1                    | 0                             |
| УКУПНО | 0                         | 0                             | 0                                    | 3                    | 0                             |
| Пол    | Остале услужне активности | Приватна домаћинства          | Екстериторијалне организације и тела | Непознато            | Непознато                     |
| Мушки  | 2                         | 0                             | 0                                    | 1                    | 1                             |
| Женски | 0                         | 0                             | 0                                    | 4                    | 4                             |
| УКУПНО | 2                         | 0                             | 0                                    | 5                    | 5                             |